# 円頓章
円頓章（えんどんしょう）は天台教学の摩訶止観の教えの真髄を要約した句であり、天台宗の勤行で唱えられる。

## 由来
陳（南朝）・隋の天台智者大師智顗の教えを口述した摩訶止観の序に弟子の章安灌頂が記した133字の句と、唐の天台宗六祖の妙楽大師湛然が説いた『摩訶止観輔行伝弘決』から抜粋された24字の句から成る。

## 全文
円頓者　初縁実相　造境即中　無不真実
えんどんしゃ、しょえんじっそう、ぞうきょうそくちゅう、むふしんじつ

繋縁法界　一念法界　一色一香　無非中道
けいえんほうかい、いちねんほうかい、いっしきいっこう　むひちゅうどう

己界及仏界　衆生界亦然
こかいぎゅうぶっかい、しゅじょうかいやくねん

陰入皆如　無苦可捨　無明塵労　即是菩提　無集可断
おんにゅうかいにょ、むくかしゃ、むみょうじんろう、そくぜぼだい、むしゅうかだん

辺邪皆中正　無道可修　生死即涅槃　無滅可証
へんじゃかいちゅうしょう、むどうかしゅ、しょうじそくねはん、むめつかしょう

無苦無集　故無世間　無道無滅　故無出世間
むくむしゅう、こむせけん、むどうむめつ、こむしゅっせけん

純一実相　実相外　更無別法
じゅんいちじっそう、じっそうげ、きょうむべっぽう

法性寂然名止　寂而常照名観
ほっしょうじゃくねんみょうし、じゃくにじょうしょうみょうかん

雖言初後　無二無別　是名円頓止観
すいごんしょご、むにむべつ、ぜみょうえんどんしかん

当知身土　一念三千　故成道時
とうちしんど、いちねんさんぜん、こじょうどうじ

称此本理　一身一念　遍於法界
しょうしほんり、いっしんいちねん、へんのほうかい